# Japanischer Kostenrechnungsstandard
Der japanische Kostenrechnungsstandard (jap. 原価計算基準, genka keisan kijun) ist ein im Jahre 1962 vom japanischen Finanzministerium veröffentlichter Rechnungslegungsstandard. Er stellt einen Praxisleitfaden für die Kostenrechnung für japanische (Industrie-)Unternehmen dar. Seit der Veröffentlichung wurde der Kostenrechnungsstandard nicht mehr aktualisiert, sodass er hinsichtlich der Kostenrechnungstheorie und der betrieblichen Praxis als veraltet gilt.

## Gegenstand
Gegenstand des Kostenrechnungsstandards sind die Darlegung des Zweckes der Kostenrechnung und der allgemeinen Grundsätze der Kostenrechnung sowie die Beschreibung der Ist- und Standard-Kostenrechnung sowie die Beschreibung der Erfassung, Analyse und rechnungswesentechnischen Behandlung von Kostenabweichungen. Kostenmanagementmethoden und Budgetierung sowie Planung und Entscheidungsfindung sind nicht Gegenstand des Kostenrechnungsstandards.
Gemäß dem Kostenrechnungsstandard wird die Kostenrechnung in Kostenrechnungssysteme und Kostensonderrechnungen unterteilt. Kostenrechnungssysteme sind demnach „Rechnungssysteme, die organisch mit der Finanzbuchhaltung verbunden sind und die ordentlich und fortlaufend geführt werden“. Kostensonderrechnungen hingegen werden als „statistische und technische Kostenrechnungen bzw. Kostenstudien, die außerhalb der Finanzbuchhaltung angesiedelt sind und die fallweise und diskontinuierlich eingesetzt werden“ definiert. Aufgrund der geforderten engen Beziehung der so definierten Kostenrechnungssysteme mit dem externen Rechnungswesen werden diese auch als „Kostenrechnungslegung“ bezeichnet.

## Gliederung
Der Kostenrechnungsstandard ist in 5 Kapitel gegliedert:
- Ziele und allgemeine Prinzipien der Kostenrechnung (原価計算の目的と原価計算の一般的基準, genka keisan no mokuteki to genka keisan no ippan-teki kijun)
- Ist-Kostenrechnung (実際原価の計算, jissai genka no keisan)
- Standardkostenrechnung (標準原価の計算, hyōjun genka no keisan)
- Berechnung und Analyse von Kostenabweichungen (原価差異の算定および分析, genka sai no santei oyobi bunseki)
- Kostenabweichungsanalyse-Prozess (原価差異の会計処理, genka sai no kaikei shori)